# Fort Lewis
Fort Lewis è un'installazione dell'Esercito degli Stati Uniti situata a sud-sud ovest di Tacoma, nello stato di Washington. Il forte ricopre un'area di 41,2 km², e funge da sede di mobilitazione e di addestramento per le unità del I Corpo d'armata; la base è intitolata in onore dell'esploratore statunitense Meriwether Lewis, famoso per la cosiddetta "spedizione di Lewis e Clark".
Istituita nel 1917, nel 2010 la base di Fort Lewis venne fusa amministrativamente con la vicina Base aerea McChord della United States Air Force per dare vita alla Joint Base Lewis–McChord.